# Christoph Krauss (Kameramann)
Christoph Krauss (* 1964 in Hof (Saale)) ist freier Kameramann und Director of Photography für szenische Film- und TV-Produktionen, Dokumentationen und Kunstprojekte (Film- und Videoinstallationen).

## Leben
Christoph Krauss erlernte das Kamerahandwerk an der Staatlichen Fachschule für Optik und Fototechnik in Berlin und arbeitete zunächst als Beleuchter, Kameraassistent und Operator.
Seit 1995 ist er als Kameramann bei zahlreichen Produktionen im In- und Ausland für die Bildgestaltung verantwortlich.
Seine Filmografie umfasst sowohl fiktionale Kino- und TV-Filme und Serien, als auch Dokumentationen, Unterwasseraufnahmen, Actionsequenzen und Kunstprojekte.
Des Weiteren half er 1993 beim Aufbau des entwicklungspolitischen Videoprojekts „Theatre for development“ am Bricks Township Center in Windhoek / Namibia und unterrichtete in 2010 an der Bauhaus-Universität Weimar (Fachbereich Mediengestaltung/Medienkunst) im Rahmen eines Lehrauftrags.
Christoph Krauss lebt in Berlin und ist Mitglied des Berufsverband Kinematografie (BVK). Er gehört der Deutschen Filmakademie sowie der European Film Academy an und wird durch die Agentur Players vertreten.
Mit Manifesto gewann er den Deutschen Kamerapreis 2017 in der Kategorie Kinospielfilm und eine Nominierung für den Deutschen Filmpreis 2018 in der Kategorie „Beste Kamera / Bildgestaltung“.

## Zusammenarbeit
Christoph Krauss arbeitete mit folgenden Regisseuren und Regisseurinnen zusammen (alphabetische Listung):
Christian Alvart, Angeliki Antoniou, Kevin Bachar, Walter Bannert, Axel Barth, bauhouse, Jürgen Bretzinger, Roland Busch, Sibylle Dahrendorf, Nicole-Nadine Deppé, Simone Dobmeier, Max Färberböck, Matl Findel, Herwig Fischer, Torsten C. Fischer, Gunter Friedrich, Holger Gimpel, Esther Gronenborn, Nana Grote, Tsui Hark, Raoul W. Heimrich, Oliver Hirschbiegel, Hermann Joha, Sebastian Ko, Heidi Kranz, Olaf Kreinsen, Torsten Künstler, Sylvie Lazzarini, Nicos Ligouris, Mathias Luther, M+M, Yingli Ma, Wojciech Marczewski, Uli Möller, Claudia Müller, Till Müller-Edenborn, Michael Muschner, Christian Niccoli, Marc Ottiker, Stefan Richter, Julian Rosefeldt, Sigi Rothemund, Christoph Rüter, Christoph Schnee, José van der Schoot, Wolfram Seipp, Monty Simons, Torsten Striegnitz, Charly Weller, Rolf Wellingerhof, Eric Will, Donnie Yen, Chen Yifei, Tom Zenker, u. a.

## Projekte
Fiktionale Projekte (Auswahl):
- Tatort: Die Schöpfung (TV-Film-Reihe, D 2024), Regie: Torsten C. Fischer, Produktion: Bavaria Fiction / WDR
- Die Füchsin: Der Spion (TV-Film-Reihe, D 2024), Regie: Christoph Schnee, Produktion: Odeon Film / WDR
- Tatort: Driving home for Christmas (TV-Film-Reihe, D 2023), Regie: Sebastian Ko, Produktion: Bremedia Produktion / Radio Bremen
- Tatort: Trotzdem (TV-Film-Reihe, D 2023), Regie: Max Färberböck, Produktion: Hager Moss Film / BR
- Polizeiruf 110: Cottbus Kopflos (TV-Film, D 2023), Regie: Christoph Schnee, Produktion: Eikon Media / RBB
- Zielfahnder - Polarjagd (TV-Film, D 2022), Regie: Sebastian Ko, Produktion: W&B Television / ARD
- Nächste Ausfahrt Glück (TV-Film-Reihe, D 2022), Regie: Esther Gronenborn, Produktion: Producers at Work / ZDF
- Strafe / Der Taucher (TV-Film, D 2021), Regie: Oliver Hirschbiegel, Produktion: Moovie / TV NOW
- Das weiße Schweigen (TV-Film, D 2021), Regie: Esther Gronenborn, Produktion: Nordfilm / TV NOW
- Matze, Kebab und Sauerkraut (TV-Film, D 2020), Regie: Christoph Schnee, Produktion: CCC Cinema and Television  / ZDF
- Die Heiland – Wir sind Anwalt (TV-Serie, 6 Folgen, D 2020-2021), Regie: Christoph Schnee, Produktion: Olga Film / ARD
- Ein himmlisch fauler Engel (TV-Film, D 2019), Regie: Christoph Schnee, Produktion: Neue Schönhauser Filmproduktion / ZDF
- Dogs of Berlin (Serie, Folgen 05-10, D 2018), Regie: Christian Alvart, Produktion: Syrreal Dogs / Netflix
- Steig. Nicht. Aus! (Spielfilm, D 2018), Regie: Christian Alvart, Produktion: Syrreal Entertainment / Traumfabrik Babelsberg u. a.
- Manifesto, (Lineare Fassung der Filminstallation mit Cate Blanchett in 13 Rollen, D 2015/16, 94 Min.), Regie: Julian Rosefeldt, Produktion: Schiwago Film Berlin
- Die Rosenheim-Cops (TV-Serie, 44 Folgen, D 2008–2017), Regie: Walter Bannert, Herwig Fischer, Holger Gimpel, Tom Zenker, Produktion: Bavaria Film / ZDF
- Hubert und Staller (TV-Serie, 3 Folgen, D 2016), Regie: Holger Gimpel, Produktion: Entertainment Factory / ARD
- Die Garmisch-Cops (TV-Serie, 16 Folgen, D 2012–2013), Regie: Walter Bannert, Holger Gimpel, Produktion: Bavaria Film / ZDF
- Schloss Einstein (Kinder-Serie, 12 Folgen, D 2010-2011), Regie: Till Müller-Edenborn, Produktion: Saxonia Media / KiKa
- Weißblaue Geschichten (TV-Reihe, 10 Folgen, D 2014 und 2010), Regie: Walter Bannert, Gunter Friedrich, Produktion: Bavaria Film / ZDF
- Tierärztin Dr. Mertens (TV-Serie, 17 Folgen, D 2005–2009), Regie: Mathias Luther, Heidi Kranz, Produktion: Saxonia Media / ARD
- Die Kommissarin (TV-Serie, 3 Folgen, D 2005), Regie: Charly Weller, Produktion: Odeon TV / ARD
- Ein Fall für Zwei (TV-Serie, 2 Folgen, D 2005–2006), Regie: Charly Weller, Produktion: Odeon TV / ZDF
- Im Namen des Gesetzes (TV-Serie, 25 Folgen, D 2001–2006), Regie: Holger Gimpel, Mathias Luther, Charly Weller, Uli Möller, Axel Barth, Rolf Wellingerhof, Produktion: Opal Film / RTL
- Krimi.de (TV-Reihe, 2 Folgen, D 2006), Regie: Mathias Luther, Produktion: Kinderfilm / MDR / KiKA
- Alarm für Cobra 11 (TV-Serie, 7 Folgen, D 2001–2004), Regie: Axel Barth, Raoul W. Heimrich, Holger Gimpel, Produktion: Action Concept / RTL
- Alarm für Cobra 11 – Einsatz für Team 2 (TV-Serie, 2 Folgen, D 2003), Regie: Sigi Rothemund, Produktion: Action Concept / RTL
- Tsui Hark - E.F.A. Master Class 2001 (Kameraarbeit für den Action-Workshop unter Leitung von Tsui Hark), Produktion: European Film Academy
- Der Puma – Kämpfer mit Herz (TV-Serie, 2 Folgen, D 2000), Regie: Jürgen Bretzinger, Donnie Yen, Produktion: Nostro Film / RTL
- Ways of seeing actors - directing actors (Kameraarbeit für den Regie-Workshop unter Leitung von Wojciech Marczewski, 1999/2000), Produktion: Master School Drehbuch / Focal
- Alle Zeit der Welt (Spielfilm, D 1997), Regie: Matl Findel, Produktion: Schramm Film / ZDF
- Days of Miandi (Spielfilm, China / D 1996), Regie: Yingli Ma, Produktion: DFFB Berlin / Wanhai Co. Beijing

Dokumentarische Projekte (Auswahl):
- Unsere Herzen – Ein Klang (zum Teil; D 2020-2021), Regie: Torsten Striegnitz u. Simone Dobmeier, Produktion: Gebrüder Beetz / Arte
- Fetisch Karl Marx (D 2018, 52 min.), Regie: Torsten Striegnitz u. Simone Dobmeier, Produktion: Medea Film / Arte
- Künstlerinnen – Katharina Grosse (TV-Reihe, 1 Folge, D 2016, 45 Min.), Regie: Claudia Müller, Produktion: Phlox Film / ZDF
- Knistern der Zeit (zum Teil, Burkina Faso / D 2010-11, 106 Min.), Regie: Sibylle Dahrendorf, Produktion: Perfect Shot Films Berlin / ZDF / 3 Sat
- Klaus Kinski, Ich bin kein Schauspieler (D 2000, 45 Min.), Regie: Christoph Rüter, Produktion: Zero Film / WDR / Arte
- Mummies: Frozen in Time (deutscher Teil, D / USA 1999, 52 Min.), Regie: Kevin Bachar, Produktion: Pangolin Pictures N.Y. / Learning Channel
- Nun geht die Nacht zu Ende (Kinomagazin: Max Färberböck, D 1999), Regie: Nicos Ligouris, Produktion: 3 Sat / WDR
- Escape to Shanghai (deutscher Teil, D / USA / China 2000, 70 Min.), Regie: Chen Yifei, Produktion: Shanghai Yifei Culture Film
- Byebye – Hello (D / Hongkong 1997, 65 Min.), Regie: Yingli Ma, Produktion: Hartmut Jahn Film / ZDF
- Feuerfluss (D / Kroatien / Serbien / Bosnien-Herzegowina 1997, 50 Min.), Regie: Sibylle Dahrendorf, Produktion: Sibylle Dahrendorf Film
- Tänze der Nacht (deutscher Teil, D / Ägypten 1996, 60 Min.), Regie: Angeliki Antoniou, Produktion: Jost Hering Filmproduktion / SFB / 3 Sat
- Onder Broeders – Unter Brüdern (D / Niederlande 1996, 15 Min.), Regie: José van der Schoot, Produktion: Jost Hering Filmproduktion / Arte
- Der gute Mensch  (D 1990, 60 Min.), Regie: Wolfram Seipp, Produktion: Seipp Filmproduktion / HFF München

Kunstprojekte (Auswahl):
- Euphoria (Filminstallation, D / USA 2021-2022), Regie: Julian Rosefeldt
- Manifesto, (13-Channel-Installation mit Cate Blanchett in 13 Rollen, D 2015, 12x 10 Min.), Regie: Julian Rosefeldt, Produktion: Schiwago Film Berlin
- Die Schöpfung / In the Land of Drought (Single-Screen-Installation, D 2015, 45 Min.), Regie: Julian Rosefeldt, Produktion: Julian Rosefeldt Filmproduktion / Ruhrtriennale
- Deep Gold (Single-Screen-Installation, D 2013-14, 18 Min., s/w), Teil des Cadavre exquis Der Stachel des Skorpions, Regie: Julian Rosefeldt, Produktion: Julian Rosefeldt Filmproduktion
- Meine Heimat ist ein düsteres, wolkenverhangenes Land (4-Channel-Installation, D 2011, 39 Min.), Regie: Julian Rosefeldt, Produktion: Julian Rosefeldt Filmproduktion
- American Night (5-Channel-Installation, D / Spanien 2009, 42 Min.), Regie: Julian Rosefeldt, Produktion: Julian Rosefeldt Filmproduktion
- European Film Award (3-Channel-Live-Installation, D 2009), Regie: bauhouse, Produktion: European Film Academy
- The Shift (4-Channel-Installation, D 2008, 22 min.), Regie: Julian Rosefeldt, Produktion: Julian Rosefeldt Filmproduktion / Schaubühne Berlin
- Milk! (Single-Screen-Installation, D / Frankreich 2007, 39 Min.), Regie: Julian Rosefeldt, Produktion: Julian Rosefeldt Filmproduktion / Temps d'Image / Arte
- Ship of Fools (4-Channel-Installation, D 2007, 20 Min.), Regie: Julian Rosefeldt, Produktion: Julian Rosefeldt Filmproduktion / Arndt + Partner
- Lonely Planet (1-Channel-Installation, D / Indien 2006, 16 Min.), Regie: Julian Rosefeldt, Produktion: Julian Rosefeldt Filmproduktion / Goethe-Institut
- Trilogie des Scheiterns, The Perfectionist (3-Channel-Installation, D 2005, 25 Min.), Regie: Julian Rosefeldt, Produktion: Julian Rosefeldt Filmproduktion / Arndt + Partner
- Trilogie des Scheiterns, Stunned Man (2-Channel-Installation, D 2004, 25 Min.), Regie: Julian Rosefeldt, Produktion: Julian Rosefeldt Filmproduktion / Arndt + Partner
- Trilogie des Scheiterns, Soundmaker (3-Channel-Installation, D 2004, 35 Min.), Regie: Julian Rosefeldt, Produktion: Julian Rosefeldt Filmproduktion / Arndt + Partner
- La Mecanique (Video-Installation, D 2003, 12 Min.), Regie: M+M, Produktion: M+M
- Kunst-Stücke (2-channel-Installation, D 2001, 12 Min.), Regie: Michael Muschner, Produktion: Michael Muschner/Akademie der Künste Berlin